# Federico Antonio di Hohenzollern-Hechingen
Federico Antonio di Hohenzollern-Hechingen (Friburgo in Brisgovia, 24 febbraio 1726 – Brno, 28 febbraio 1812) è stato un generale e nobile tedesco.

## Biografia
Federico Antonio era figlio del conte Ermanno Federico di Hohenzollern-Hechingen (1665–1733) e della contessa Josepha von Oettingen-Spielberg (1694–1778).
Intrapresa la carriera militare, dal 1764 al 1773, Federico Antonio fu comandante del 28º reggimento di cavalleria imperiale col grado di colonnello. Dal 1775 al 1780 divenne assistente dell'arciduca Massimiliano e dal 1780 al 1798 fu proprietario del 4º reggimento di cavalleria, il più antico reggimento di cavalleria dell'esercito imperiale. Successivamente divenne proprietario dell'8º reggimento corazzieri composto in tutto da 975 uomini e 1031 cavalli, divisi in sei squadroni ciascuno.
Quando il principato di Hohenzollern si unì alla Confederazione del Reno nel 1806, a lui e a tutti i suoi familiari venne assegnato il titolo di principe, che fino a quel momento era dovuto solo al capo della casa.

## Matrimoni e figli
Federico Antonio di Hohenzollern-Hechingen sposò la contessa Ernestine-Josepha von Sobeck-Kornitz il 17 maggio 1774. Sua moglie era la figlia del presidente del tribunale imperiale della Slesia austriaca, il conte Felix Erdmann Sobeck von Kornitz († 1768). Da questo matrimonio nacquero i seguenti eredi:
- Francesco Giuseppe (n. e m. 1775)
- Giuseppe (1776–1836), principe vescovo di Varmia (1808–1836)
- Ermanno (1777-1827), maggiore generale prussiano
- Antonio (1778-1780)
- Federico (1779)
- Giovanni (1782-1829)

## Ascendenza
|                                                               |                                           |                                                        | Genitori                                              |  |  | Nonni |  |  | Bisnonni                                   |  |  | Trisnonni                                  |  |
|                                                               |                                           |                                                        |                                                       |  |  |       |  |  | Giovanni Giorgio di Hohenzollern-Hechingen |  |  | Eitel Federico I di Hohenzollern-Hechingen |  |
|                                                               |                                           |                                                        |                                                       |  |  |       |  |  | Giovanni Giorgio di Hohenzollern-Hechingen |  |  | Eitel Federico I di Hohenzollern-Hechingen |  |
|                                                               |                                           | Sibilla di Zimmern                                     |                                                       |  |  |       |  |  | Giovanni Giorgio di Hohenzollern-Hechingen |  |  |                                            |  |
| Filippo di Hohenzollern-Hechingen                             |                                           |                                                        |                                                       |  |  |       |  |  | Giovanni Giorgio di Hohenzollern-Hechingen |  |  |                                            |  |
|                                                               |                                           | Francesca di Salm-Neufville                            | Federico I di Salm-Neufville                          |  |  |       |  |  |                                            |  |  |                                            |  |
|                                                               |                                           | Francesca di Salm-Neufville                            | Federico I di Salm-Neufville                          |  |  |       |  |  |                                            |  |  |                                            |  |
|                                                               |                                           | Francesca di Salm-Neufville                            | Francesca di Salm                                     |  |  |       |  |  |                                            |  |  |                                            |  |
| Ermanno Federico di Hohenzollern-Hechingen                    |                                           | Francesca di Salm-Neufville                            |                                                       |  |  |       |  |  |                                            |  |  |                                            |  |
|                                                               |                                           | Enrico di Berg ’s-Heerenberg                           | Guglielmo di Berg ’s-Heerenberg                       |  |  |       |  |  |                                            |  |  |                                            |  |
|                                                               |                                           | Enrico di Berg ’s-Heerenberg                           | Guglielmo di Berg ’s-Heerenberg                       |  |  |       |  |  |                                            |  |  |                                            |  |
|                                                               |                                           | Enrico di Berg ’s-Heerenberg                           | Maria di Nassau-Dillenburg                            |  |  |       |  |  |                                            |  |  |                                            |  |
| Maria Elisabetta di Berg ’s-Heerenberg                        |                                           | Enrico di Berg ’s-Heerenberg                           |                                                       |  |  |       |  |  |                                            |  |  |                                            |  |
|                                                               |                                           | Erbin di Bergen op Zoom                                | …                                                     |  |  |       |  |  |                                            |  |  |                                            |  |
|                                                               |                                           | Erbin di Bergen op Zoom                                | …                                                     |  |  |       |  |  |                                            |  |  |                                            |  |
|                                                               |                                           | Erbin di Bergen op Zoom                                | …                                                     |  |  |       |  |  |                                            |  |  |                                            |  |
| Federico Antonio di Hohenzollern-Hechingen                    |                                           | Erbin di Bergen op Zoom                                |                                                       |  |  |       |  |  |                                            |  |  |                                            |  |
|                                                               | Giovanni Francesco di Oettingen-Spielberg | Giovanni Alberto di Oettingen-Spielberg                |                                                       |  |  |       |  |  |                                            |  |  |                                            |  |
|                                                               | Giovanni Francesco di Oettingen-Spielberg | Giovanni Alberto di Oettingen-Spielberg                |                                                       |  |  |       |  |  |                                            |  |  |                                            |  |
|                                                               | Giovanni Francesco di Oettingen-Spielberg | Maria Gertrud Marschall von Pappenheim                 |                                                       |  |  |       |  |  |                                            |  |  |                                            |  |
| Francesco Alberto di Oettingen-Spielberg                      | Giovanni Francesco di Oettingen-Spielberg |                                                        |                                                       |  |  |       |  |  |                                            |  |  |                                            |  |
|                                                               |                                           | Ludovica Rosalia Attems                                | Giovanni Giacomo Attems                               |  |  |       |  |  |                                            |  |  |                                            |  |
|                                                               |                                           | Ludovica Rosalia Attems                                | Giovanni Giacomo Attems                               |  |  |       |  |  |                                            |  |  |                                            |  |
|                                                               |                                           | Ludovica Rosalia Attems                                | Judith Maria von Tattenbach                           |  |  |       |  |  |                                            |  |  |                                            |  |
| Giuseppa di Oettingen-Spielberg                               |                                           | Ludovica Rosalia Attems                                |                                                       |  |  |       |  |  |                                            |  |  |                                            |  |
|                                                               |                                           | Franz Ignaz von Schwendi zu Hohenlandsberg und Camberg | Maximilian von Schwendi zu Hohenlandsberg und Camberg |  |  |       |  |  |                                            |  |  |                                            |  |
|                                                               |                                           | Franz Ignaz von Schwendi zu Hohenlandsberg und Camberg | Maximilian von Schwendi zu Hohenlandsberg und Camberg |  |  |       |  |  |                                            |  |  |                                            |  |
|                                                               |                                           | Franz Ignaz von Schwendi zu Hohenlandsberg und Camberg | Marie Helene von Leonrod                              |  |  |       |  |  |                                            |  |  |                                            |  |
| Johanna Margarethe von Schwendi zu Hohenlandsberg und Camberg |                                           | Franz Ignaz von Schwendi zu Hohenlandsberg und Camberg |                                                       |  |  |       |  |  |                                            |  |  |                                            |  |
|                                                               |                                           | Maria Margarete Fugger zu Kirchberg und Weissenhorn    | Christoph Rudolf Fugger                               |  |  |       |  |  |                                            |  |  |                                            |  |
|                                                               |                                           | Maria Margarete Fugger zu Kirchberg und Weissenhorn    | Christoph Rudolf Fugger                               |  |  |       |  |  |                                            |  |  |                                            |  |
|                                                               |                                           | Maria Margarete Fugger zu Kirchberg und Weissenhorn    | Maria Anna Antonia Walburga von Montfort              |  |  |       |  |  |                                            |  |  |                                            |  |
|                                                               |                                           | Maria Margarete Fugger zu Kirchberg und Weissenhorn    |                                                       |  |  |       |  |  |                                            |  |  |                                            |  |